# ノックス郡 (テキサス州)
ノックス郡（ノックスぐん、英: Knox County）は、アメリカ合衆国テキサス州の北部に位置する郡である。2010年国勢調査での人口は3,719人であり、2000年の4,253人から12.6％減少した。郡庁所在地はベンジャミン市（人口258人）であり、同郡で人口最大の都市はマンデー市（人口1,300人）である。郡名は、アメリカ独立戦争の将軍ヘンリー・ノックスに因んで名付けられた。
1932年に共和党から知事選挙に出馬したオービル・バリントンは、ノックス郡住人であり、それ以前には郡検事を務めていた。

## 地理
アメリカ合衆国国勢調査局に拠れば、郡域全面積は855平方マイル (2,214.4 km2)であり、このうち陸地849平方マイル (2,198.9 km2)、水域は6平方マイル (15.5 km2)で水域率は0.75％である。

### 主要高規格道路
- アメリカ国道82号線
- アメリカ国道277号線
- テキサス州道6号線
- テキサス州道114号線
- テキサス州道222号線

### 隣接する郡
- フォード郡 - 北
- ベイラー郡 - 東
- ハスケル郡 - 南
- キング郡 - 西

### 特徴的な地形
- ザ・ナローズ、細い山並み

## 人口動態
以下は2000年の国勢調査による人口統計データである。
| 基礎データ - 人口: 4,253人 - 世帯数: 1,690 世帯 - 家族数: 1,166 家族 - 人口密度: 2人/km2（5人/mi2） - 住居数: 2,129軒 - 住居密度: 1軒/km2（2軒/mi2） 人種別人口構成 - 白人: 74.35% - アフリカン・アメリカン: 6.91% - ネイティブ・アメリカン: 1.08% - アジア人: 0.24% - 太平洋諸島系: 0.09% - その他の人種: 14.77% - 混血: 2.56% - ヒスパニック・ラテン系: 25.09% 年齢別人口構成 - 18歳未満: 27.7% - 18-24歳: 5.6% - 25-44歳: 22.9% - 45-64歳: 21.0% - 65歳以上: 22.7% - 年齢の中央値: 40歳 - 性比（女性100人あたり男性の人口） - 総人口: 89.4 - 18歳以上: 87.8 | 世帯と家族（対世帯数） - 18歳未満の子供がいる: 30.7% - 結婚・同居している夫婦: 56.0% - 未婚・離婚・死別女性が世帯主: 9.9% - 非家族世帯: 31.0% - 単身世帯: 29.6% - 65歳以上の老人1人暮らし: 17.9% - 平均構成人数 - 世帯: 2.44人 - 家族: 3.02人 収入と家計 - 収入の中央値 - 世帯: 25,453米ドル - 家族: 30,602米ドル - 性別 - 男性: 25,571米ドル - 女性: 20,865米ドル - 人口1人あたり収入: 13,443米ドル - 貧困線以下 - 対人口: 22.9% - 対家族数: 17.1% - 18歳未満: 35.2% - 65歳以上: 15.2% |

## 都市と町
- ベンジャミン - 郡庁所在地
- ベラ、未編入の町
- ゴリー
- ノックスシティ
- マンデー
- ラインランド、未編入の町
- トラスコット (unincorporated)

## 教育
ノックス郡の教育は下記の教育学区が管轄している。
- ベンジャミン独立教育学区
- クロウェル、大半はフォード郡で、小部分はキング郡
- ノックスシティ・オブライエン独立教育学区、一部はハスケル郡
- マンデー統合教育学区、小部分がハスケル郡とスロックモートン郡
- シーモア独立教育学区、大半はベイラー郡

## ボービー・ボートライト記念ミュージックキャンプ
ノックス郡のゴリー市では、あらゆる年代のウェスタン・スイング音楽家がその才能を見せるための行事であるボービー・ボートライト記念ミュージックキャンプを毎年開催している。この名称はゴリー出身のバイオリン奏者から採られた。このキャンプの様子は2010年7月21日に全国公共ラジオの朝の番組で放送された。